# Port lotniczy Jambi
Port lotniczy Jambi (ICAO: DJB, ICAO: WIPA) – port lotniczy położony w Jambi, w prowincji Jambi, na Sumatrze, w Indonezji.